# Dietrich Karl Ernst Fewson
Dietrich Karl Ernst Fewson (* 23. April 1925 in Nörenberg, Pommern; † 29. Juni 2004 in Filderstadt) war ein deutscher Agrarwissenschaftler, Populationsgenetiker und Tierzüchter an der Universität Hohenheim.

## Leben und Wirken
Fewson studierte Landwirtschaft und promovierte an der Universität Kiel 1954 unter Anleitung von Werner Kirsch mit der Arbeit Untersuchungen über den Einfluß von Spermatoxinen auf Sperma, Fruchtbarkeit und Geschlechtsverhältnis bei Kaninchen und Ratten. Nach erfolgter Habilitation mit der Schrift Untersuchungen über die Effektivität verschiedener Selektionsmaßnahmen unter besonderer Berücksichtigung der züchterischen Verbesserung der Milchmenge und des Fettgehalts beim Rind  wurde er 1965 in der Nachfolge von Kirsch als Professor und Direktor des Instituts für Tierzucht an die Landwirtschaftliche Hochschule Hohenheim berufen. Fewson organisierte das Institut, das sich unter Kirsch durch Ausbau von Gut Lindenhof als Forschungseinrichtung stark vergrößert hatte, in die drei gleichberechtigten Fachgruppen Tierzucht, Tierhaltung und Kleintierzucht um, wobei der leitende Professor jeweils für zwei Jahre die geschäftsführende Direktion übernahm.
Fewson leitete die Fachgruppe Tierzucht und befasste sich mit der Züchtungsplanung, mit Selektionsmethoden und Modellrechnungen zur Wirksamkeit von Prüfungssystemen sowie mit der Heterosiszüchtung bei Schweinen und Schafen bis zu seiner Emeritierung 1990.
Er verfasste in seiner aktiven Dienstzeit zusammen mit seinen Mitarbeitern weit über 200 Veröffentlichungen und betreute über 60 Doktorarbeiten.

## Ehrenämter
- Vorsitzender der Gesellschaft für Tierzuchtwissenschaft
- Mitglied und Vorsitzender des genetisch-statistischen Ausschusses der Deutschen Gesellschaft für Züchtungskunde
- Fachgutachter der Deutschen Forschungsgemeinschaft
- Vertreter der Bundesrepublik Deutschland in der Europäischen Vereinigung für Tierzucht
- Berater des Bundesministeriums für Ernährung, Landwirtschaft und Forsten

## Auszeichnungen
- 1987 wurde Fewson von der DGfZ mit der Hermann-von-Nathusius-Medaille für seine Leistungen in der Tierzucht ausgezeichnet.[1]
- 1990 Goldene Ehrennadel der Arbeitsgemeinschaft Deutscher Schweinezüchter
- 1996 Bundesverdienstkreuz am Bande (für Verdienste in Forschung, Lehre und der Zusammenarbeit von Wissenschaft und Züchtungspraxis)
- Goldenes Ehrenabzeichen der Landwirtschaftlichen Universität Warschau
- Ehrendoktorwürde der Agrarwissenschaftlichen Fakultät Kaposvár
- Ehrendoktorwürde der Agrarwissenschaftlichen Fakultät Athen

Quelle:

## Hauptwerke
- Versuche einer Neugliederung der Züchtungsmethoden. 1962.
- Die wichtigsten genetisch-statistischen Fachausdrücke in der Tierzucht. 2. Auflage. 1977.